# Trophonopsis fabricii
Trophonopsis fabricii är en snäckart som först beskrevs av Beck 1842.  Trophonopsis fabricii ingår i släktet Trophonopsis och familjen purpursnäckor. Inga underarter finns listade i Catalogue of Life.